# Hans-Otto Meissner
Pour les articles homonymes, voir Meissner.
Hans-Otto Meissner, né le 4 juin 1909 à Strasbourg (alors sous contrôle allemand) et mort le 8 septembre 1992 à Unterwössen en Bavière, est un diplomate et un écrivain allemand.

## Biographie
Hans-Otto Meissner est le fils d'Otto Meissner. Après des études de droit à Heidelberg et à Cambridge il entre dans la carrière diplomatique, qui le mène entre autres à Londres, Tokyo, Moscou et Milan. Quand il la quitte en 1945, il publie une série de livres qui atteignent des tirages élevés.

## Œuvre
Les ouvrages de Hans-Otto Meissner peuvent se classer dans les catégories suivantes :
- livres politiques et historiques, comme Die Machtergreifung 30. Januar 1933 (30 janvier 1933, la prise du pouvoir)
- Descriptions de voyages, qu’il avait faits lui-même, comme Bezaubernde Wildnis. Wandern, Jagen, Fliegen in Alaska (Sauvagerie ensorcelante. Randonnées, chasses, survols en Alaska) ou Abenteuer Südwest (Aventures dans le Sud-Ouest)
- Livres sur la vie des explorateurs, comme Der Kongo gibt sein Geheimnis preis (Le Congo perd son secret) ou encore La Pérouse Le gentilhomme des mers.
- Romans, dans lesquels il met en œuvre ses immenses connaissances géographiques et historiques. Le roman Alatna nous montre une patrouille japonaise en Alaska pendant la Deuxième Guerre mondiale. Il place le roman Kapitän verkaufen à l’époque du débarquement allié en Italie. Les anciens partisans du Duce cachent un pilote britannique abattu, dans l’idée de se procurer un bon alibi pour le temps qui suivra la guerre. Son roman Der Fall Sorge (L'Homme de Tokyo, Un mystère no 178) est consacré à l'espion soviétique Richard Sorge qui travaillait à l'ambassade allemande au Japon. Hans-Otto Meissner est crédité pour le scénario du film Qui êtes-vous, Monsieur Sorge ? de Yves Ciampi.

## Sources
- (de) Cet article est partiellement ou en totalité issu de l’article de Wikipédia en allemand intitulé « Hans-Otto Meissner » (voir la liste des auteurs).